# Huechulafquenia formosa
Huechulafquenia formosa là một loài bướm đêm trong họ Geometridae.